# Piotr Kiełpikowski
Piotr Andrzej Kiełpikowski, né le 27 novembre 1962 à Grudziądz, est un escrimeur polonais, pratiquant le fleuret.

## Palmarès

### Jeux olympiques d'été
- 1996 à Atlanta
  -  Médaille d'argent au fleuret par équipes
- 1992 à Barcelone
  -  Médaille de bronze au fleuret par équipes

### Championnats du monde
- Médaille d'argent par équipe en 2001 à Nîmes, France
- Médaille de bronze par équipe en 1999 à Séoul, Corée du Sud
- Médaille d'or par équipe en 1998 à La Chaux-de-Fonds, Suisse
- Médaille de bronze par équipe en 1995 à La Haye, Pays-Bas
- Médaille de bronze par équipe en 1993 à Essen, Allemagne
- Médaille d'argent par équipe en 1990 à Lyon, France

### Championnats d'Europe
- Médaille de bronze par équipe en 1999 à Bolzano
- Médaille d'argent par équipe en 1998 à Plovdiv

### Championnats de Pologne
- en 1992:
  -  Champion de Pologne